# Contributions to Plasma Physics
Contributions to Plasma Physics is een internationaal, aan collegiale toetsing onderworpen wetenschappelijk tijdschrift op het gebied van de plasmafysica.
De naam wordt in literatuurverwijzingen meestal afgekort tot Contrib. Plasma Phys.
Het wordt uitgegeven door John Wiley and Sons.